# Kellerei Bozen
Die Kellerei Bozen ist eine Weinbaugenossenschaft in Südtirol mit Sitz in Gries (Moritzing), einem von fünf Stadtteilen der Landeshauptstadt Bozen. Sie ist ein Zusammenschluss der ehemaligen selbständigen Kellereien von Gries und St. Magdalena. Die rund 220 Weinbauern der Kellerei Bozen bewirtschaften ein 340 Hektar großes Weinbaugebiet in Lagen zwischen 200 und 700 Metern Höhe über dem Meeresspiegel in und um Gries, St. Magdalena, St. Justina und Leitach. Die Rotweine Lagrein und St. Magdalener sind die Leitsorten der Kellerei.

## Geschichte
Zur Entwicklung der Weingärten auch im Gebiet um die Altstadt Bozen, siehe Weinbau in Südtirol.

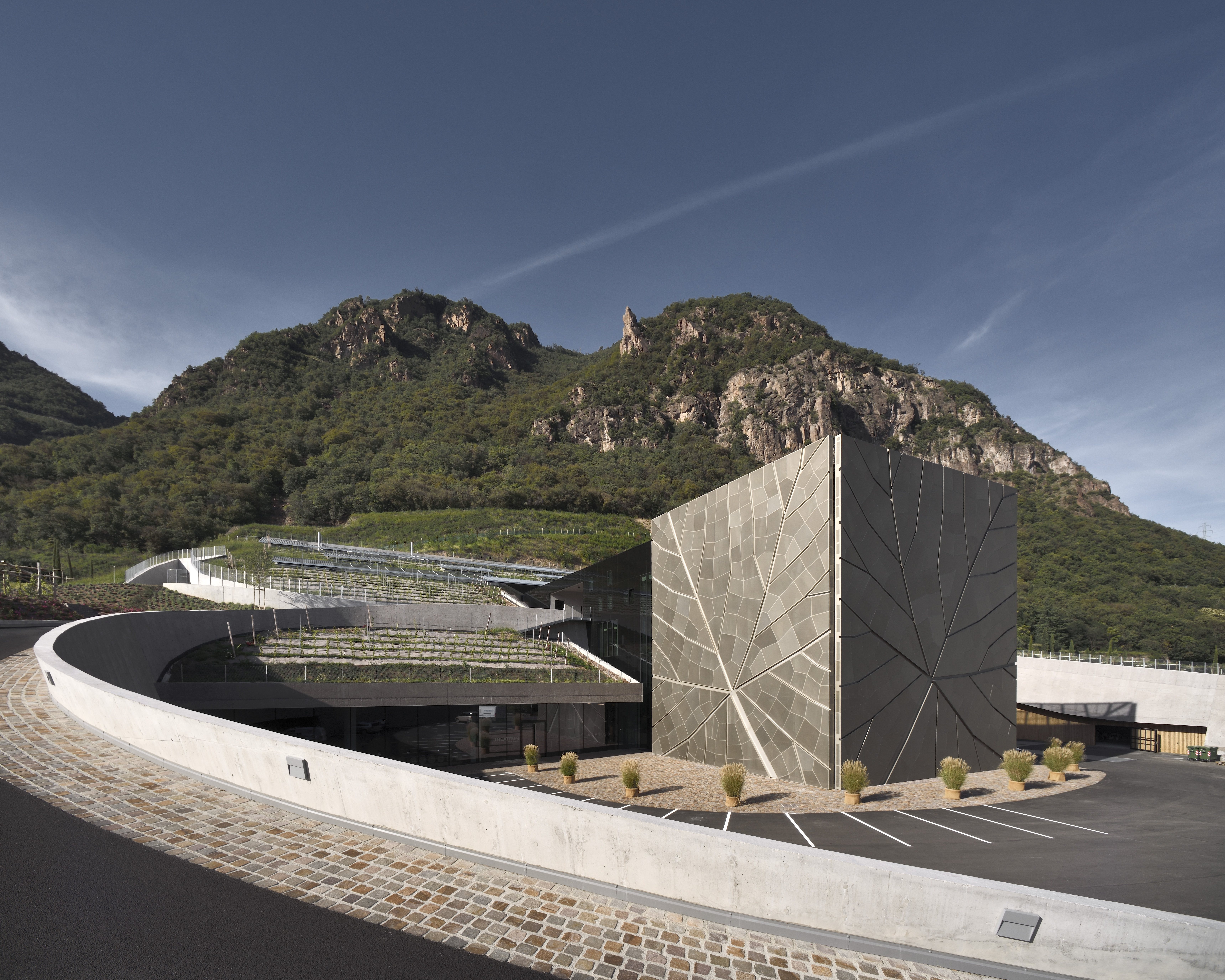
Neue Kellerei Bozen (2018)

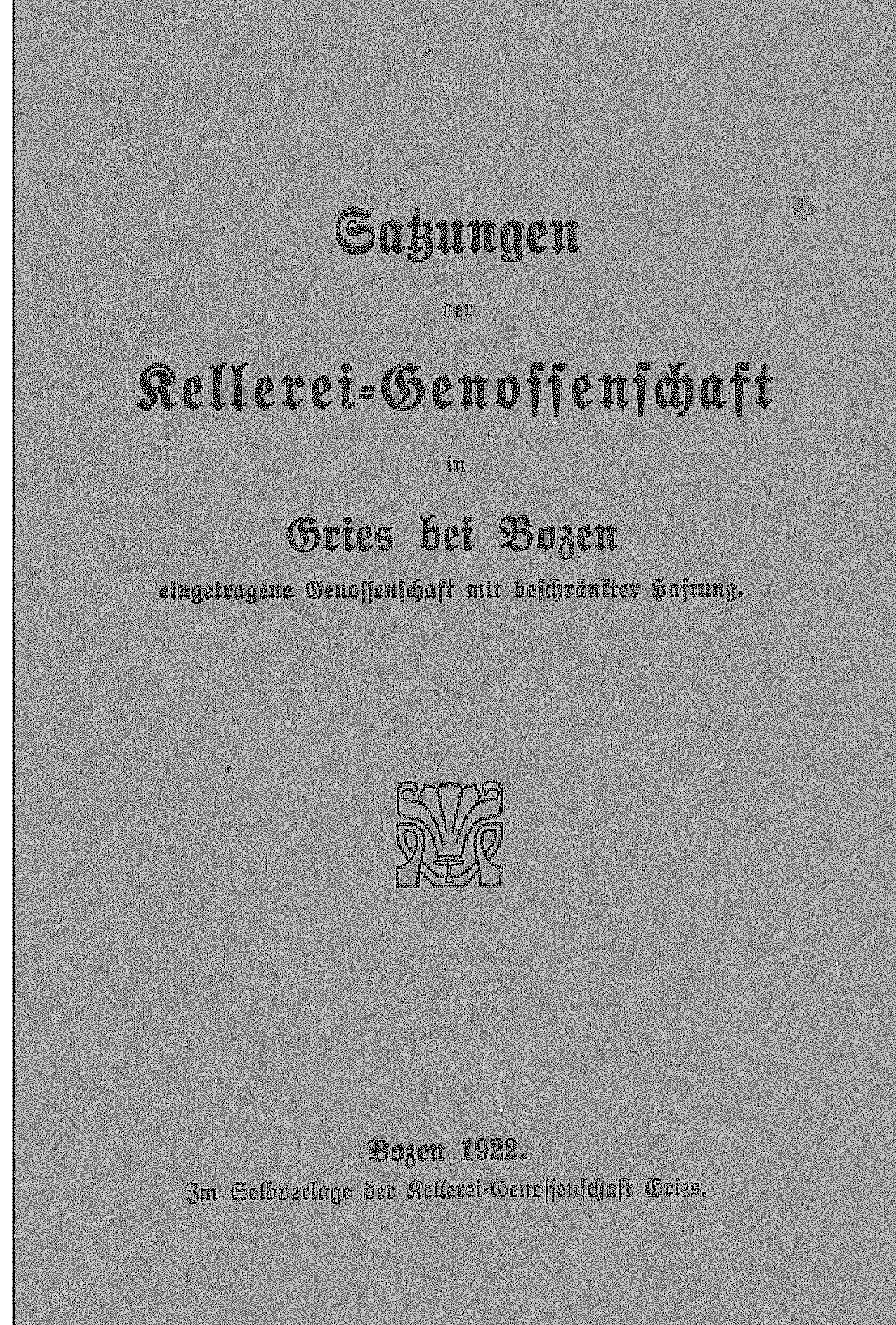
Satzungen der Kellerei-Genossenschaft in Gries bei Bozen (1922)

Im Jahre 1908 schlossen sich die Weinbauern in der Umgebung der damals noch selbständigen Marktgemeinde Gries in der Weinbaugenossenschaft gleichen Namens zusammen. Hauptanliegen des Zusammenschlusses der Weinbauern war es, den dort angebauten Lagrein zu veredeln und zu vermarkten.
Die Geschichte der Kellereien Gries ist untrennbar mit einem Namen verbunden, Alois Puff, der ab 1930 die Führung der Kellerei als Obmann übernahm und bis zu seinem Tod im Jahr 1973 den Grieser Lagrein durch unermüdlichen Einsatz zur weltbekannten Sorte machte.
Ebenso gründeten im Jahre 1930 achtzehn Weinbauern aus St. Magdalena, St. Justina und Leitach eine Weinbaugenossenschaft, um dem Herausforderungen des Marktes besser gewachsen zu sein und besonders gegenüber den Weinhändlern eine bessere Position zu haben. Die Leitsorte war der St. Magdalener Wein aus der Vernatsch-Traube.
In Bozen gibt es drei DOC-Lagenweine: St. Magdalener (inkl. Unterzone Klassischer), Lagrein Grieser und Bozner Leiten. Letzterer spielt heute eine untergeordnete Rolle. Auf den sandigen Böden an den warmen Hängen am Fuße des Ritten gedeiht der St. Magdalener. Der Lagrein ist in den durchlässigen, leicht erwärmbaren Schuttböden von Gries (Moritzing) und auch in Rentsch beheimatet. In den höheren Lagen, angrenzend an die Gemeinden Ritten und Jenesien, werden seit einiger Zeit vorwiegend weiße Sorten angebaut. In neuen Rebanlagen werden die Rebstöcke zumeist auf Drahtrahmen erzogen. Die traditionelle Erziehungsform der Pergel ist nur noch beim St. Magdalener (Vernatsch) und teilweise beim Lagrein typisch.
2001 schlossen sich die Kellereien Gries und St. Magdalena zur Kellerei Bozen zusammen, dem Gebot zur Bildung größerer Genossenschaften folgend. Das Ziel waren Rationalisierungseffekte in der Einkellerung und Einsparungen bei Verwaltung und Vertrieb. Die Kellerei Bozen gehört seither zu den größten Kellereigenossenschaften in Südtirol, wo insgesamt auf einer Fläche von ca. 5.000 Hektar Weinbau betrieben wird.
Im Herbst 2018 läutete die Kellerei Bozen mit der Übersiedlung von den Standorten in Gries und St. Magdalena an den neuen Sitz im Bozner Stadtteil Moritzing eine neue Ära ein. Auf einer Gesamtfläche von 20.000 Quadratmetern wird dort die Ernte der 220 Mitglieder verarbeitet. Das Bauvolumen beträgt rund 80.000 Kubikmeter, wobei ein Großteil unterirdisch verbaut wurde. Zu den Besonderheiten des Baus zählt zum einen die durch das Bozner Büro Dell'Agnolo-Kelderer entworfene Weinarchitektur: An der Front des Baus prangt ein stilisiertes Rebenblatt, das im Bozner Talkessel weithin sichtbar ist und als Symbol der Weinproduktion in der Südtiroler Landeshauptstadt dient. Zum anderen hat die Kellerei Bozen auch ihren Weinherstellungsprozess optimiert: Am neuen Standort setzt die Kellerei auf eine vertikale Kelterung, also eine Produktion „von oben nach unten“. Das Traubenmaterial wird am höchsten Punkt des energieoptimierten Gebäudes angeliefert und erreicht per Eigendruck die einzelnen Stationen bis hin zur Lagerung im Keller. So werden mechanische Einwirkungen verringert und die Trauben besonders geschont.
Die offizielle Eröffnung der neuen Kellerei fand am 6. April 2019 statt.

## Bekannte Lagen, Weine und Auszeichnungen
In den letzten Jahrzehnten wurden sogenannte Höfelinien populär, in welche die Toplagen bestimmter Sorten einfließen. Bei der Kellerei Bozen sind die bekanntesten: St. Magdalener "Huck am Bach", Lagrein Riserva "Taber", Merlot Riserva Siebeneich, Cabernet Riserva "Mumelter", Weißburgunder
"Dellago" und Sauvignon "Mock". 